# Risten (Norrköpings socken, Östergötland)
Risten är en sjö i Finspångs kommun och Norrköpings kommun i Östergötland och ingår i Motala ströms huvudavrinningsområde. Sjön är 5,5 meter djup, har en yta på 0,865 kvadratkilometer och befinner sig 63 meter över havet.

## Delavrinningsområde
Risten ingår i det delavrinningsområde (651136-151139) som SMHI kallar för Inloppet i Näfssjön. Medelhöjden är 84 meter över havet och ytan är 37,21 kvadratkilometer. Det finns inga avrinningsområden uppströms utan avrinningsområdet är högsta punkten. Vistingebäcken som avvattnar avrinningsområdet har biflödesordning 2, vilket innebär att vattnet flödar genom totalt 2 vattendrag innan det når havet efter 33 kilometer. Avrinningsområdet består mestadels av skog (77 procent). Avrinningsområdet har 3,32 kvadratkilometer vattenytor vilket ger det en sjöprocent på 8,9 procent.